# Regla graduada

La regla graduada es un instrumento de medición con forma de plancha delgada y rectangular. Incluye una escala graduada longitudinal, y puede ser rígida, semirrígida o flexible. Suele estar construida de madera, metal o material plástico, entre otros materiales. Las reglas destinadas a talleres y laboratorios mecánicos requieren de una resistencia aún mayor, por lo que están fabricadas en acero inoxidable (para evitar que la formación de óxido dificulte la lectura o borre la escala). Las reglas fabricadas en metal tienen una superficie opaca para evitar el deslumbramiento al leer en talleres o laboratorios mecánicos. Las reglas hechas de madera o plástico, usadas en papelería o para dibujo técnico, se usan comúnmente en la escuela y se guardan en el estuche.
Su longitud total rara vez supera el metro, y la mayoría se construyen de 30 centímetros. Incluye una graduación, en el sistema métrico decimal en milímetros, centímetros y decímetros, o con alguna otra unidad de medida, como en el caso del sistema anglosajón de unidades, donde se usan pulgadas o fracción de pulgada.
Las reglas se utilizan para trazar rectas, verificar la alineación o servir de guía, o para medir. En un juego de escuadras suele incluirse junto con la escuadra, el cartabón, el transportador y el compás.
Se puede usar una regla de software para medir píxeles en una pantalla de ordenador o teléfono móvil. Ejemplos de software con la capacidad de usar reglas son Adobe Photoshop, Adobe Illustrator, Adobe Indesign, Adobe Dreamweaver, Gimp, Inkscape, Microsoft Word, Apache Open Office Writer.

## Variantes

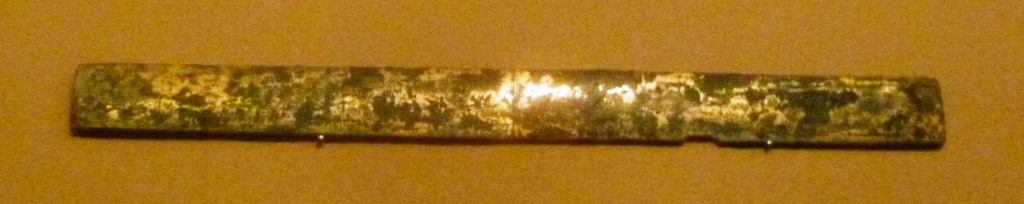
Regla de bronce dorado. 1 chi = 23.1 cm. Han Occidental (206 a. C. – 8 d. C.). Hanzhong, China

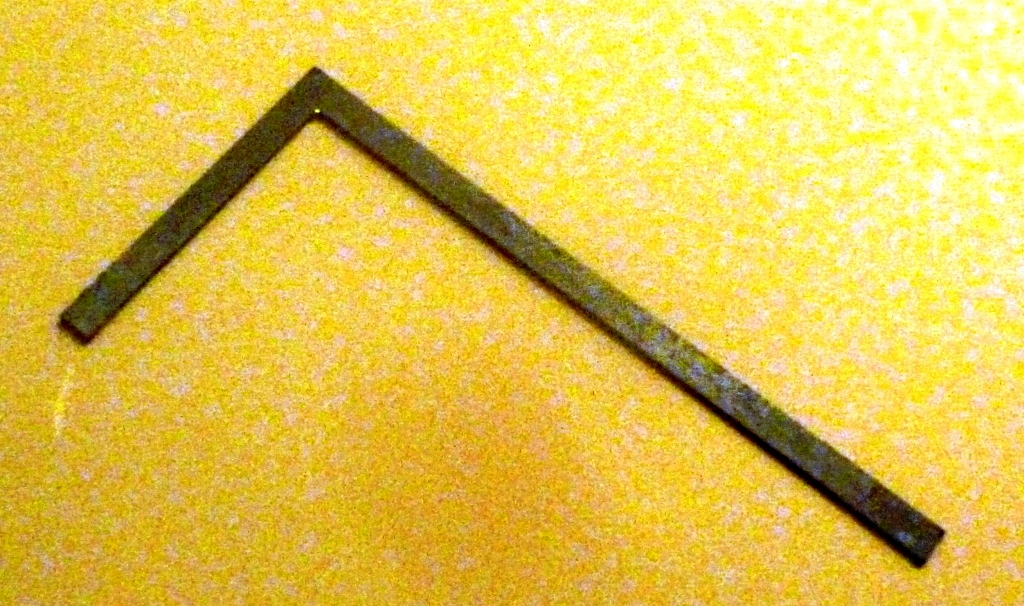
Regla de bronce. Dinastía Han (206 a. C. – 220 d. C.). Excavada en Zichang, China

Las reglas se han fabricado durante mucho tiempo con diferentes materiales y en varios tamaños. El uso de la madera fue habitual hasta la generalización del plástico, que se puede moldear con marcas de longitud directamente en lugar de ser añadidas posteriormente. El metal se usa para producir reglas más duraderas, empleadas en los talleres y en la industria. También existen diseños que incorporan un borde de metal incrustado en una regla de escritorio de madera para mejorar su resistencia al desgaste, especialmente cuando sirven de guía para realizar cortes con una cuchilla. También se fabrican reglas de pequeña longitud, adecuadas para ser guardadas en un bolsillo. Reglas más largas (de 1 metro o más) eran habituales cuando se delineaban a mano planos en formatos de papel grandes, como el DIN A1. También se utilizan metros plegables rígidos de madera o de plástico de 1 m de largo. Antiguamente, se empleaban varas de medir en toda clase de obras, actualmente reemplazadas por cintas métricas, odómetros o telémetros láser.
Las reglas de escritorio se utilizan para tres propósitos principales: medir, ayudar a dibujar líneas rectas y como guía recta para cortar y marcar con una cuchilla. Las reglas graduadas tienen marcas de distancia en sus bordes.
Cuando se usaban tipos móviles en las imprentas (tecnología sustituida por sistemas como el huecograbado), se disponía de reglas especiales calibradas con distintas escalas adaptadas al trabajo de componer las galeradas de texto. Generalmente incluían pulgadas y unidades de imprenta especiales, como agates, cíceros y puntos tipográficos.
Los instrumentos de medición con una función similar a las reglas se hacen portátiles plegándolos (regla plegable de carpintero) o retrayéndolos en una bobina (cinta métrica de metal) cuando no están en uso. Cuando se extienden para su uso, son rectos, como una regla. Las ilustraciones de esta página muestran una regla de carpintero 2 metros (6' 6,70"), que se pliega hasta una longitud de 25 centímetros (10 plg) para caber fácilmente en un bolsillo, y una cinta de 5 metros (16 pies) que se enrolla en una carcasa pequeña.
Un instrumento de medición de longitud flexible que no es necesariamente recto en uso es la cinta métrica de tela del sastre, una longitud de cinta calibrada en pulgadas y centímetros. Se utiliza para medir alrededor de un cuerpo sólido, por ejemplo, para medir la cintura de una persona, así como para la medición lineal, por ejemplo, para la longitud interior de la pierna. Se enrolla cuando no se utiliza, ocupando poco espacio.
Una "regla de contracción" es un instrumento especial grabado con divisiones más grandes que las medidas estándar, que permite escalar automáticamente a un tamaño menor un modelo a partir de sus medidas originales, sin necesidad de realizar operaciones matemáticas.
Se puede usar un "programa de software de regla" para medir píxeles en la pantalla de una computadora o de un teléfono móvil. Estos programas también se conocen como reglas de pantalla. Por ejemplo, la popular aplicación informática Google Earth, dispone de una herramienta específica que permite medir distancias en línea recta entre puntos marcados en la pantalla.

### Regla giratoria

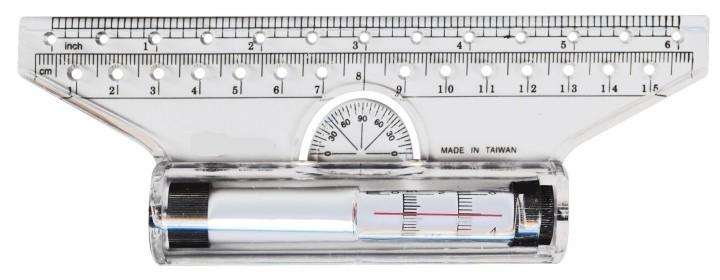
Regla giratoria paralela

Una regla giratoria es una regla que contiene un cilindro muy similar a un rodillo en su interior, lo que le permite "rodar" a lo largo de una hoja de papel u otra superficie donde se utilice. Una regla giratoria puede dibujar líneas rectas y paralelas y también incluye otras herramientas, que le permiten hacer el trabajo de un transportador y una brújula.
La regla móvil moderna, con transportador, muñón y múltiples orificios que sirven como medidas de longitud fija, fue patentada en los Estados Unidos en 1991 por Wei Wang.

## Regla sin marcas
En la geometría clásica
En geometría clásica, se define una regla sin marcas como un utensilio que puede usarse solo para dibujar líneas rectas entre dos puntos dados. Una construcción con regla y compás implica el uso exclusivo precisamente de una regla sin marcas y de un compás. Con estos medios, es posible dividir un ángulo en dos partes iguales, pero se puede probar que es imposible dividir un ángulo en tres partes iguales (el clásico problema de la trisección del ángulo). Sin embargo, si se permiten dos marcas en la regla, el problema se puede resolver.
Aplicaciones prácticas
Reglas sin graduar de longitudes considerables (de entre 2,5 y 5 m) se utilizan en actividades de edificación y de obra civil para comprobar la correcta ejecución de superficies planas o regladas, tales como paredes y pavimentos, permitiendo detectar fácilmente desviaciones con respecto al diseño previsto en forma de zonas huecas o con exceso de material.

## Historia

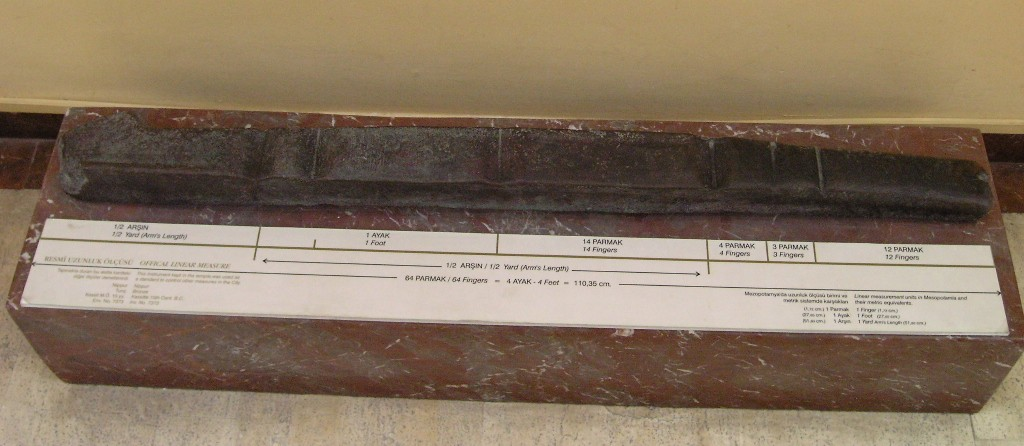
Barra graduada de un codo de longitud. Nippur, c. 2650 a. C. (Museo arqueológico de Estambul)

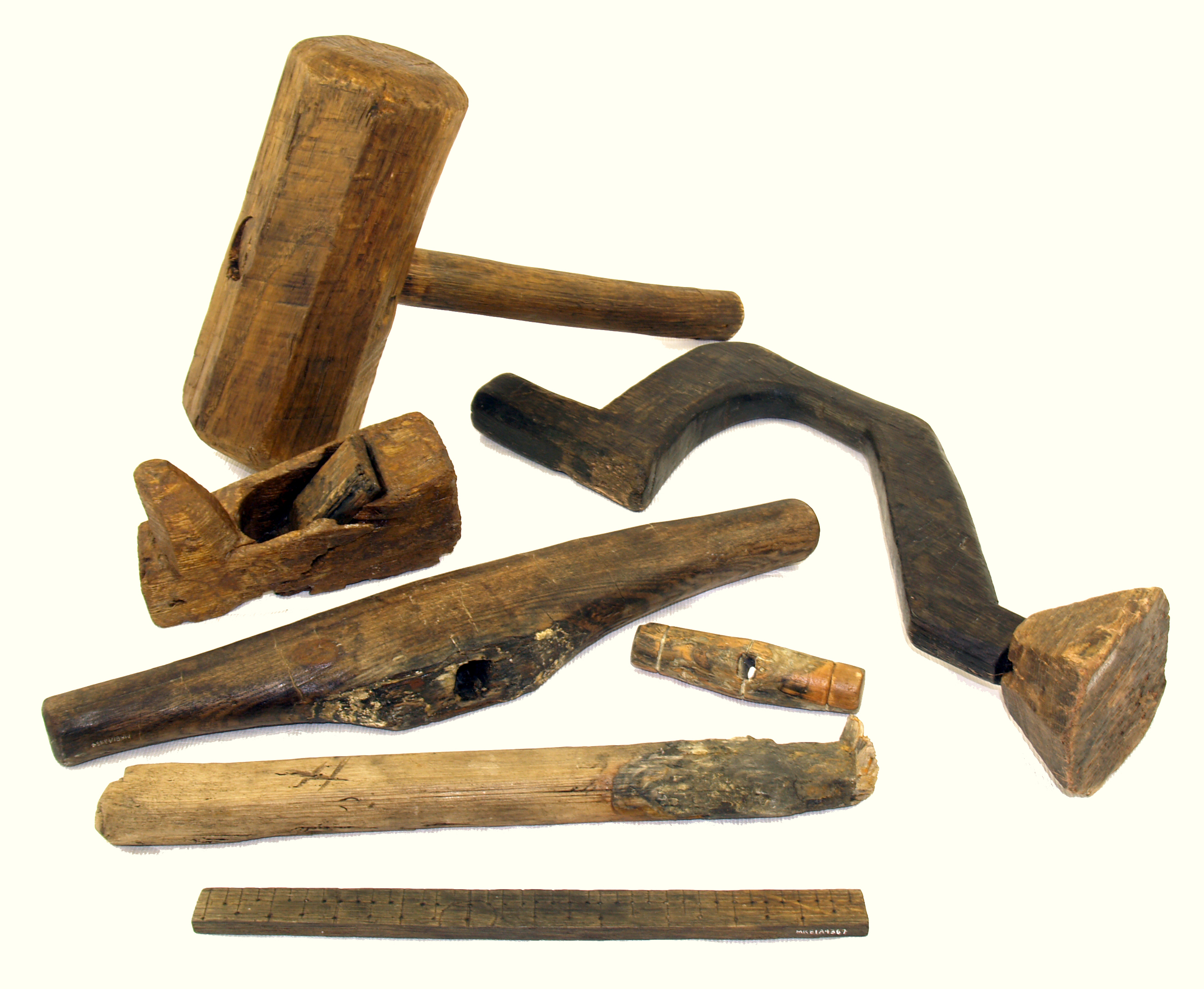
Regla de carpintero de madera y otras herramientas encontradas a bordo de la carraca Mary Rose

A lo largo de la historia de la medida se han utilizado muchas unidades de distancia que se basaban en partes del cuerpo humano, como codos, palmos y pies, cuya longitud exacta variaba según la época y el lugar. A finales del siglo XVIII comenzó a implantarse el sistema métrico, y desde entonces se ha adoptado en diversos grados en casi todos los países del mundo.
La vara de medición más antigua conservada es una barra de aleación de cobre que data de hacia el 2650 a. C., encontrada por el asiriólogo alemán Eckhard Unger mientras excavaba en Nippur. También se sabe que se usaron reglas hechas de marfil durante el período de la cultura del valle del Indo, mucho antes del 1500 a. C. Durante las excavaciones de Lothal (2400 a. C.) se encontró una de esas reglas calibradas, con marcas situadas aproximadamente a 1/16 de pulgada (1,6 mm). Ian Whitelaw sostiene que la regla de Mohenjo-Daro se divide en unidades correspondientes a 1,32 pulgadas (33,5 mm), marcadas con subdivisiones decimales con una precisión asombrosa, con un error máximo de 0,005 pulgadas (0,1 mm). Los ladrillos antiguos que se encuentran en toda la región tienen dimensiones que corresponden a estas unidades.
Anton Ullrich inventó la regla plegable en 1851, y Frank Hunt ideó la regla flexible en 1902.

## Reglas curvas y flexibles
Las plantillas Burmester son el equivalente a una regla para dibujar o reproducir una curva suave mediante una plantilla rígida. También se usa un dispositivo flexible que se puede doblar para ajustarlo a la forma deseada, conocido como flexicurva. Históricamente, se empleaba en albañilería una regla plomo flexible que podía adaptarse a las curvas de las molduras, conocida como plantilla de Lesbos.

## Filosofía y simbolismo
Ludwig Wittgenstein destacó por el uso de reglas como un ejemplo en su discusión de juegos de lenguaje en las Investigaciones filosóficas. Señaló que el barra métrica estándar en París era el criterio contra el cual se determinó que todas las demás reglas tenían un metro de largo, pero que no había forma analítica de demostrar que la barra de metro estándar en sí tenía un metro de largo. Solo podría afirmarse como un metro como parte de un juego de lenguaje.
La regla en la masonería simboliza la rectitud y el sentido de la medida que siempre debe guiar las acciones del hombre. Es la expresión del individuo racional, autosuficiente, equilibrado y capaz de avanzar con determinación y confianza.

## Galería

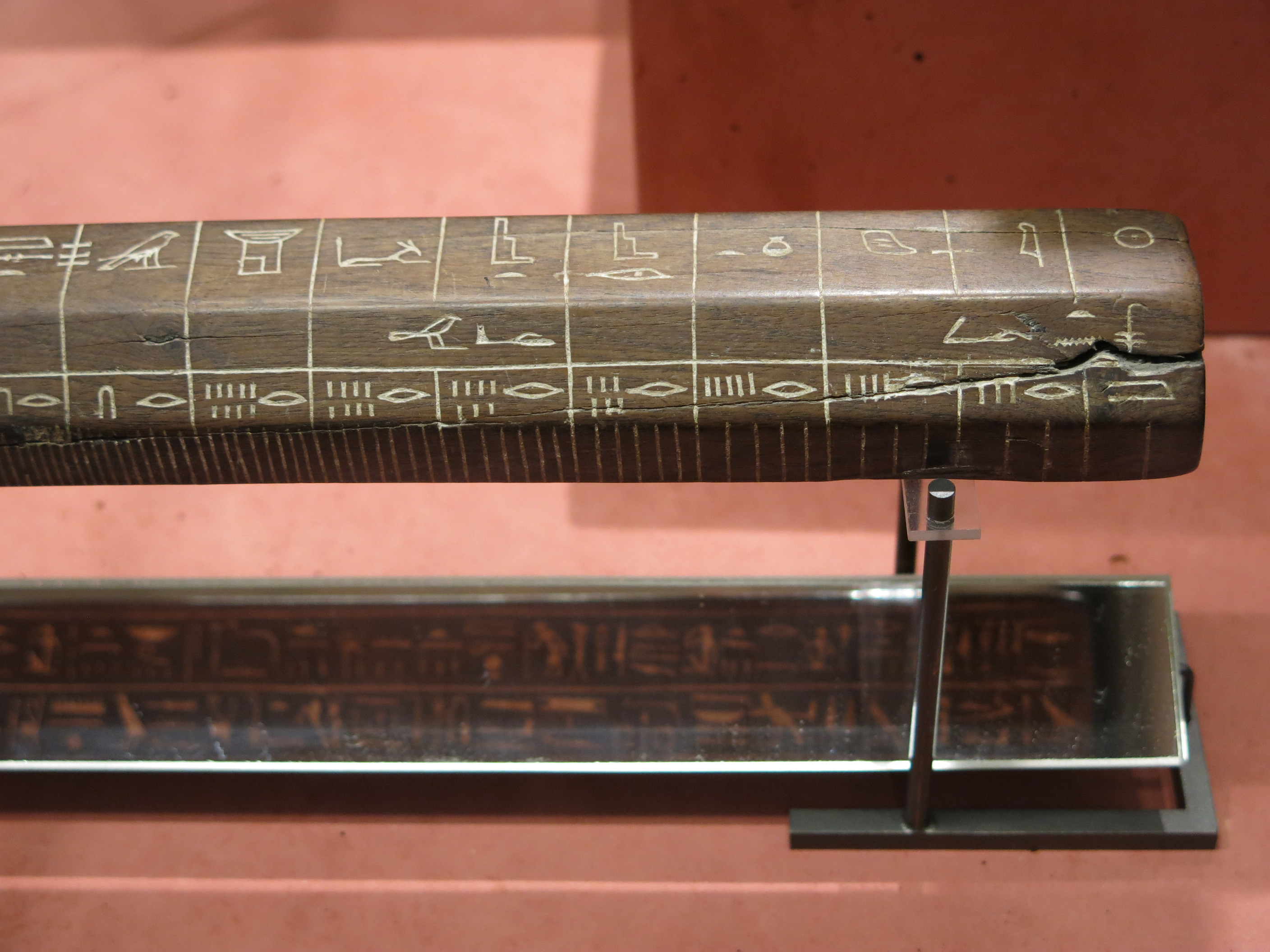
Regla de Mâya, ministro de finanzas de Tutankamón (Antiguo Egipto)
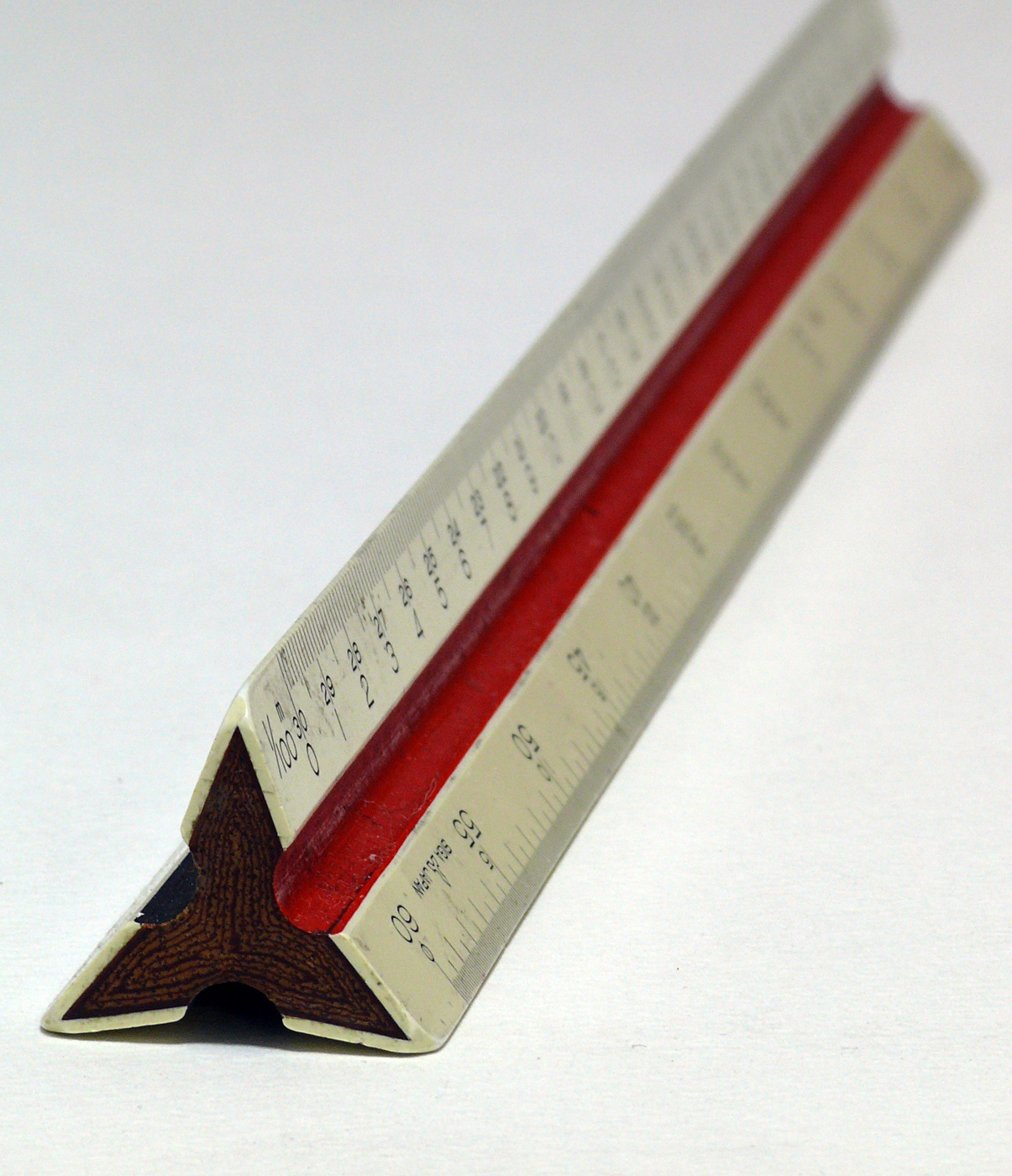
Escalímetro
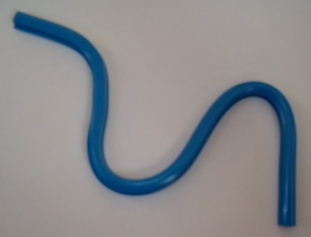
Flexicurva
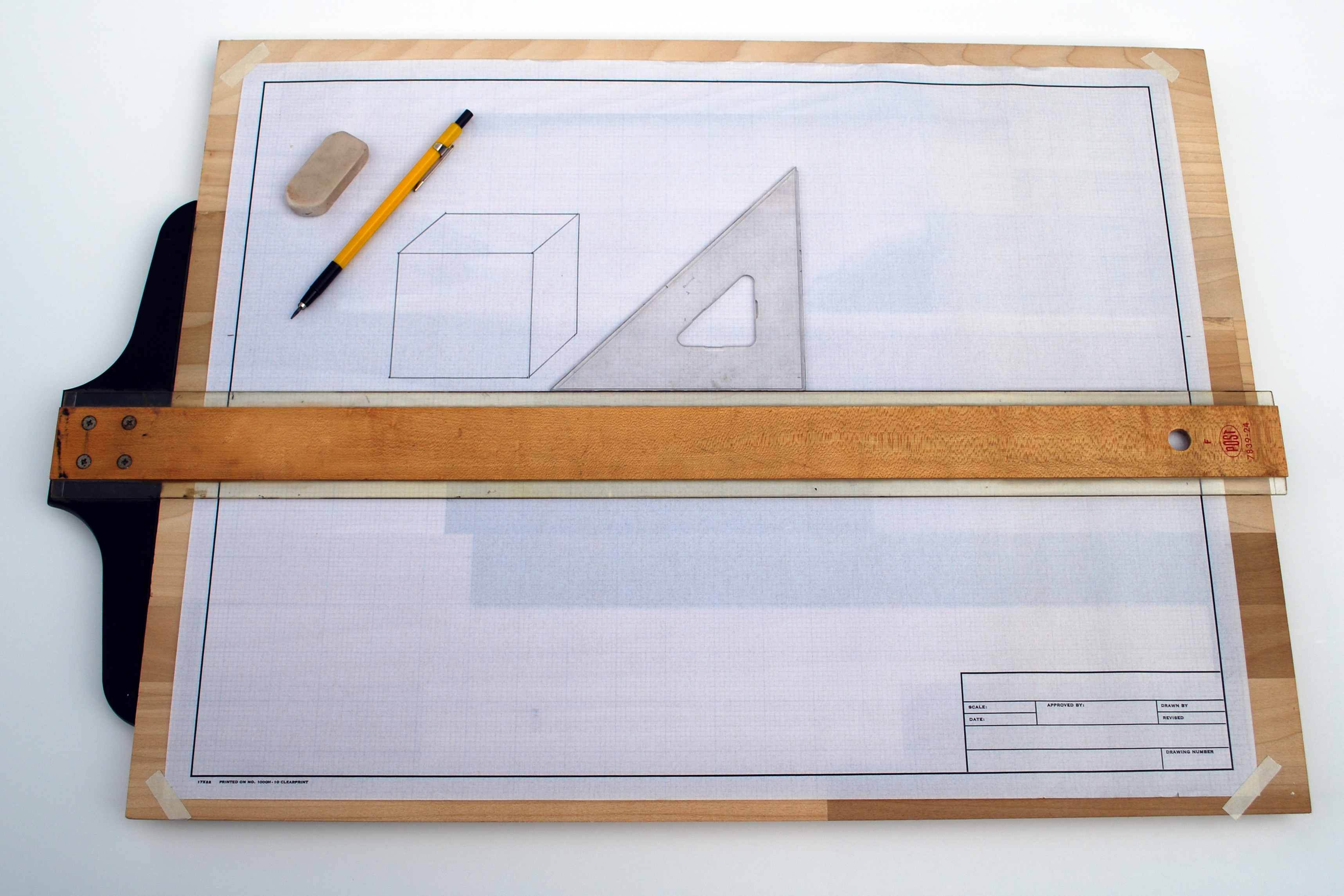
Regla T
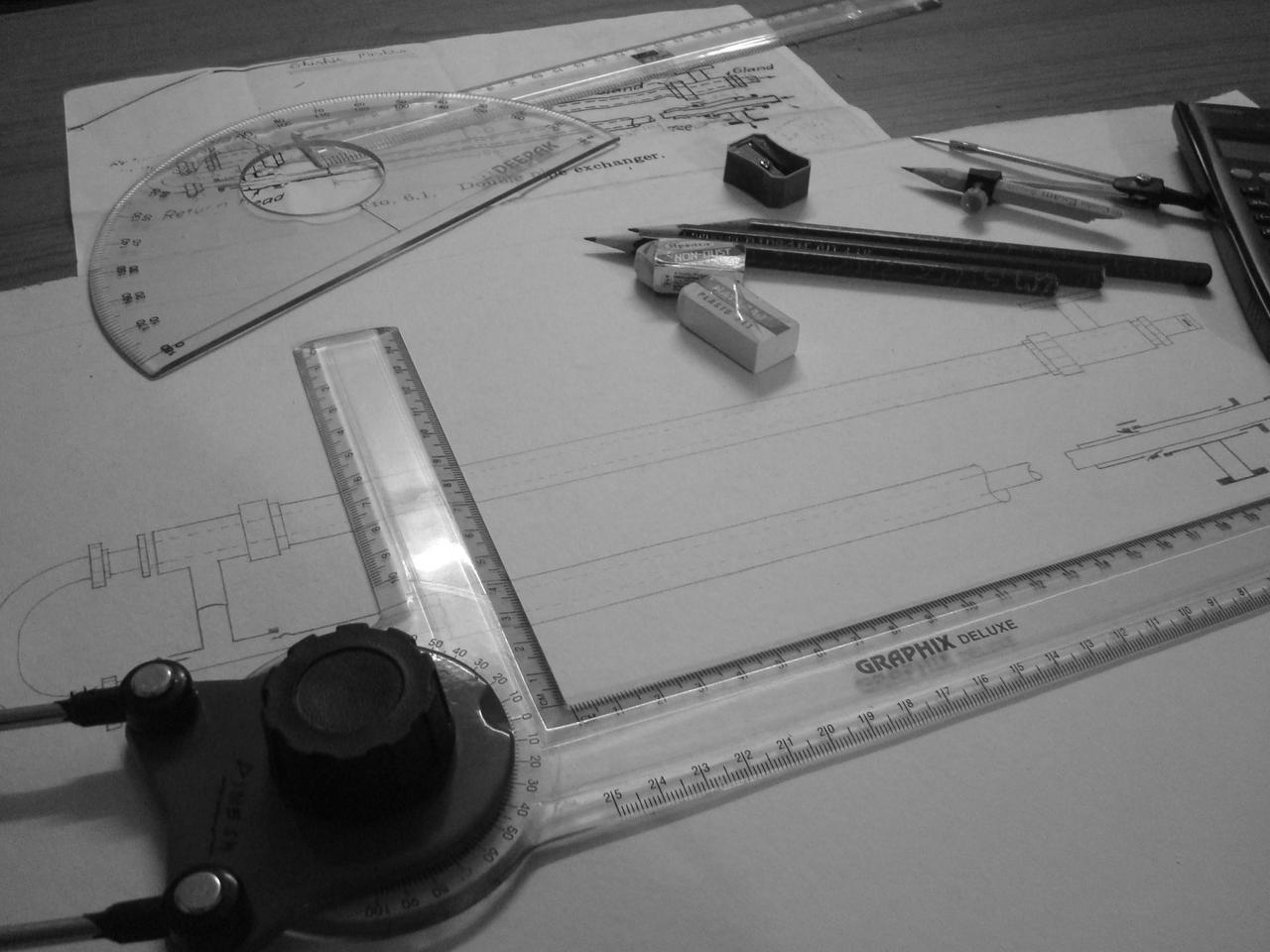
Regla de dibujo técnico
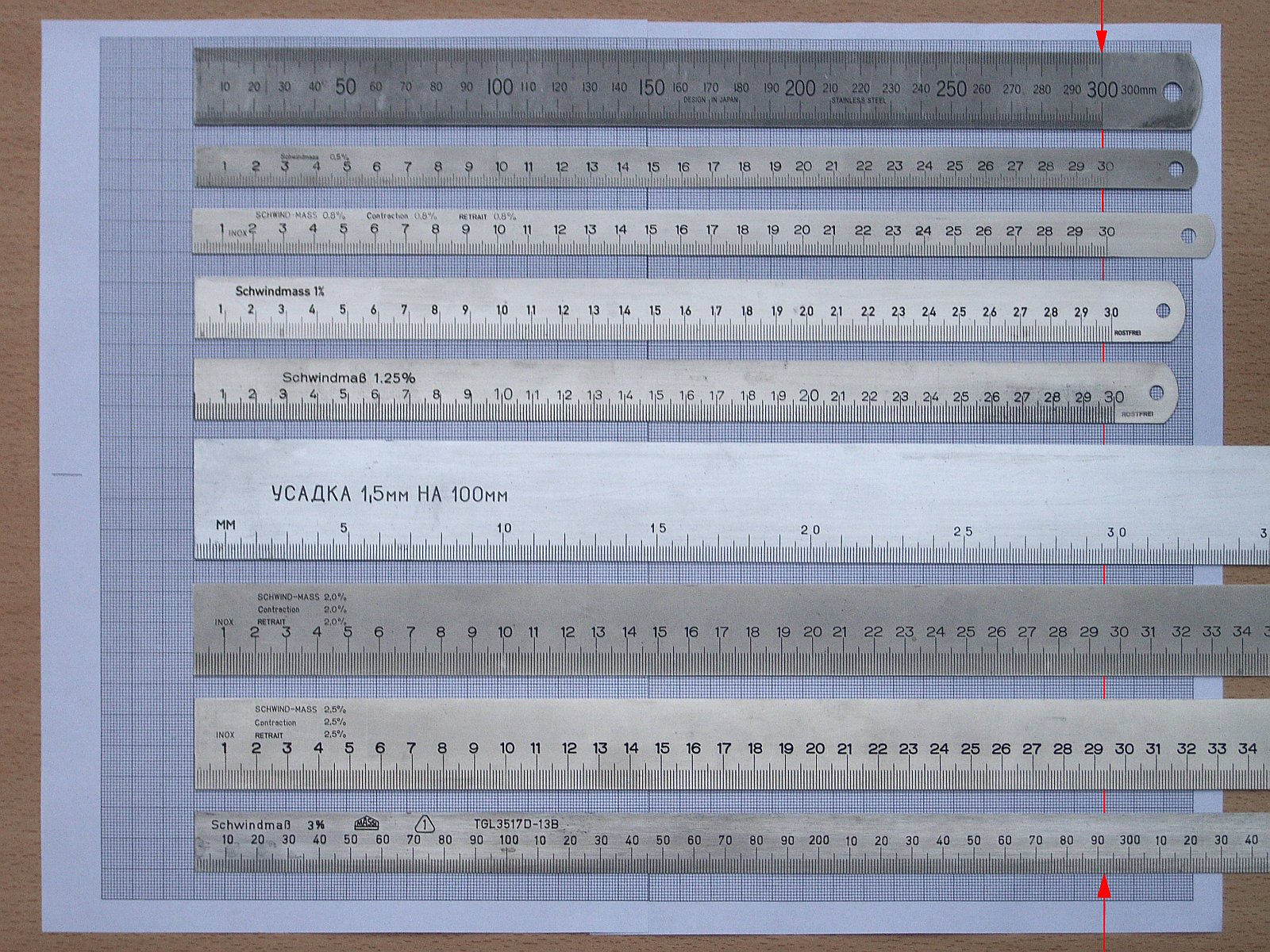
Tipos de reglas graduadas